# Nadleśnictwo Tuszyma
Nadleśnictwo Tuszyma – jednostka organizacyjna Lasów Państwowych podległa Regionalnej Dyrekcji Lasów Państwowych w Krośnie. Siedziba Nadleśnictwa znajduje się w Tuszymie w powiecie mieleckim, w województwie podkarpackim.
Nadleśnictwo obejmuje część powiatów dębickiego, kolbuszowskiego, mieleckiego i ropczycko-sędziszowskiego.
Dzieli się na dwa obręby: Przecław i Tuszyma.

## Historia
Nadleśnictwo utworzono 1 października 1944. Początkowo nosiło nazwę Nadleśnictwo Biały Bór. Obecne granice otrzymało w 1978.

## Ochrona przyrody
Na terenie nadleśnictwa znajdują się trzy rezerwaty przyrody:
- Bagno Przecławskie
- Buczyna na Płaskowyżu Kolbuszowskim im. prof. Wł. Szafera
- Końskie Błota.

## Drzewostany
Gatunki lasotwórcze lasów nadleśnictwa (z ich udziałem procentowym):
- sosna 84,47%
- dąb 4,52%
- olsza czarna 3,85%
- brzoza 3,45%
- jodła 1,61%
- buk 1,24%
- inne gatunki <1%

Przeciętna zasobność drzewostanów nadleśnictwa wynosi 260 m³/ha, a przeciętny wiek 65 lat.